# Ebershausen
Ebershausen – miejscowość i gmina w Niemczech, w kraju związkowym Bawaria, w rejencji Szwabia, w regionie Donau-Iller, w powiecie Günzburg, wchodzi w skład wspólnoty administracyjnej Krumbach (Schwaben). Leży około 27 km na południe od Günzburga, nad rzeką Gutnach, przy drodze B300.

## Demografia
| Rok  | Liczba mieszk. |
| ---- | -------------- |
| 1970 | 603            |
| 1987 | 582            |
| 2000 | 628            |

## Polityka
Wójtem gminy jest Herbert Kubicek (Freie Wählergemeinschaft), rada gminy składa się z 8 osób.
|      | Freie Wählergemeinschaft | Razem |
| 2008 | 8                        | 8     |
| 2002 | 8                        | 8     |